# مرتفعات قره باغ
مرتفعات قره باغ (بالأذرية: Dağlıq Qarabağ؛ بالأرمنية: Լեռնային Ղարաբաղ، كما يُطلق عليه أرتساخ بالأرمنية: Արցախ) (أو كردستان الحمراء بالنسبة لسكان المحليين) إقليم جبلي جزء في جنوب القوقاز ويغطي الامتداد الجنوبي الشرقي لسلسلة جبال القوقاز الصغرى و هو جزء من منطقة قرة باغ الكبرى، ويمتد بين قرة باغ المنخفضة وسيونيك .تتكون تضاريسها في الغالب من الجبال والغابات.
مرتفعات قره باغ هي منطقة متنازع عليها، ومعترف بها دوليًا كجزء من أذربيجان، على الرغم من أن معظم أراضيها كانت تحكمها جمهورية أرتساخ الانفصالية - المعروفة أيضًا باسم جمهورية مرتفعات قره باغ - منذ نهاية حرب مرتفعات قره باغ الأولى بين أرمينيا وأذربيجان في عام 1994. وعقد ممثلون من الدولتين بعد ذلك العديد من محادثات السلام بوساطة مجموعة مينسك التابعة لمنظمة الأمن والتعاون في أوروبا بشأن الوضع المتنازع عليه في المنطقة، حيث دافع سكانها ذوو الأغلبية الأرمنية بمرور الوقت بمختلف الطرق عن خيارين: إما استقلال أرتساخ عن الدولتين، أو اندماجها في أرمينيا.
عادة ما يتم مساواة المنطقة بالحدود الإدارية لإقليم مرتفعات قرة باغ ذاتي الحكم السابق داخل جمهورية أذربيجان الاشتراكية السوفيتية في عهد الإتحاد السوفيتي، والتي تبلغ مساحتها 4400 كيلومتر مربع (1700 ميل مربع)؛ ومع ذلك، فإن الامتداد التاريخي للمنطقة يشمل حوالي 8,223 كيلومتر مربع (3,175 ميل مربع).
في 27 سبتمبر 2020، اندلعت حرب جديدة في مرتفعات قره باغ والمناطق المحيطة بها، حيث أبلغت القوات المسلحة لكل من أذربيجان وأرمينيا عن سقوط ضحايا عسكريين ومدنيين. حققت أذربيجان مكاسب كبيرة خلال الحرب، حيث استعادت جميع الأراضي المحتلة المحيطة بمرتفعات قره باغ واستولت على ثلث مرتفعات قره باغ، بما في ذلك شوشا وهادروت. انتهت الحرب في 10 نوفمبر 2020 عندما تم التوقيع على اتفاق ثلاثي لوقف إطلاق النار بين أذربيجان وأرمينيا وروسيا، مما أجبر أرمينيا على إعادة جميع الأراضي المحتلة المتبقية المحيطة بمرتفعات قره باغ.
في 19 سبتمبر 2023، شنت أذربيجان هجومًا عسكريًا واسع النطاق في مرتفعات قرة باغ، مما أدى إلى انتصار أذربيجان ونزع سلاح قوات جمهورية أرتساخ.

## الاسم
كلمة ناغورني تعني بالأذرية جبال أو مرتفعات (يعني - dağ) أما كلمة قرة (يعني - qara) باغ فتعني الحديقة السوداء بالأذرية Qarabağ  فلذلك يمكن ترجمة الاسم إلى جبال الحديقة السوداء. ويعرف الإقليم باسم أرتساخ في أرمينيا وهي كلمة مكونة من جزئين الأولى أرا وهو إله الشمس عند الأرمن القدماء والكلمة الثانية هي تعني الغابة أو الكرمة لذلك يعني الاسم الأرميني غابة أو كرمة الإله أرا. أما الأذر فيعرفونها باسم بخاري قرة باغ أي قرة باغ العليا.

## الموقع
يقع الإقليم في قلب الأراضي الأذربيجانية وعاصمته سيتباناكيرت نسبة للزعيم الأرميني البلشفي ستيبان شوماهان. تبلغ مساحة الإقليم 4,800 كم2 ويبعد عن باكو عاصمة أذربيجان حوالي 270 كم غرباً. يغلب على الإقليم الطبيعة الجبلية كما توجد بعض الأنهار التي يستخدم ماءها في إنتاج الكهرباء والري. وهو إقليم فقير في موارده الاقتصادية، ويعتمد النشاط الاقتصادي على الزراعة وتربية الماشية وبعض الصناعات الغذائية. من المحاصيل المشهورة الحبوب والقطن والتبغ.

## السكان
كان الأكراد يشكلون معظم سكان قره باغ، لكن مع القمع السوفيتي المستمر ضد العرقيات أدى إلى تلاشي الوجود الكردي عبر سياسات التتريك الآذرية، حيث هجروا قسرًا لروسيا وكازاخستان ليلقوا حتفهم هناك.
يقطن الإقليم حوالي 145 ألفا يمثل الأرمن (الأغلبيّة الساحقة منهم تتبع كنيسة الأرمن الأرثوذكس) فيهم حوالي 95 % من السكان وقد كان الإقليم نقطة التقاء عدة إمبراطوريات كالامبراطورية الروسية والعثمانية والفارسية نشبت بينها العديد من الحروب التي كان مسرحها الإقليم. مما جعل الإقليم مسرحا لعدة تغيرات في تركيبته السكانية. وقبل النزاع على الإقليم في عام 1992 كان الأرمن يقطنون مدينة ستيباناكيرت ويقطن الأذريون مدينة شوشا عاصمة الإقليم قبل العهد السوفيتي.[بحاجة لمصدر]

## نظام الحكم
يعلن الإقليم نفسه على أنه جمهورية مستقلة ولكنها لا تلقى الاعتراف الدولي وقد أُجريت انتخابات في الإقليم في أغسطس 2002 وقد فاز بها ركادي غوكاسيان

## الصراع

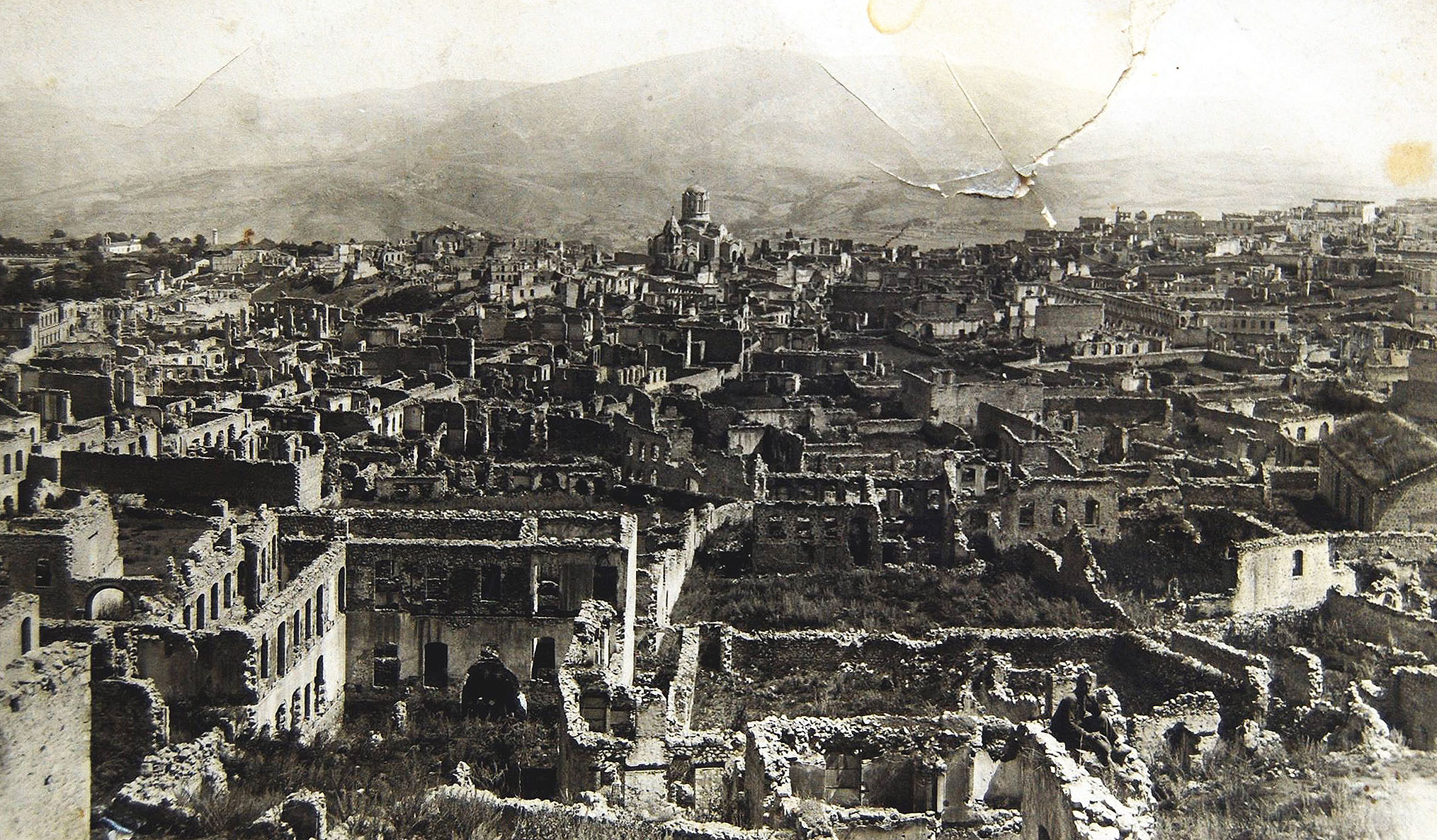
بعد مذبحة شوشا: دمرت القوات المسلحة الأذربيجانية القسم الأرمني من شوشا في عام 1920. تظهر كاتدرائية غازانتشيتسوتس في الخلفية.

تبدأ جذور الصراع في الحقبة السوفيتية في عشرينات القرن الماضي حين قام جوزيف ستالين بتطبيق سياسته في التفريق بين الإثنيات وإشعال نار العداء بينها وتفتيت قواها، فقد تعمدت السلطة السوفيتية في عام 1923 ضم الأقلية الأرمينية (سكان كاراباخ) داخل حدود أذربيجان، وبحدود إدارية تُرسم لتجعل كل ما يحيط بها أذربيجانيا رغم رغبة السكان في التبعية الأرمنية، وفي المقابل تظل الأقلية الأذربيجانية في إقليم «ناختشيفان» معزولة داخل جمهورية أرمينيا. بالإضافة إلى أن السلطة السوفيتية منحت «كاراباخ» صلاحية الحكم الذاتي داخل جمهورية أذربيجان، وهو ما كان أشبه بقنبلة موقوتة.

### الحرب والانفصال
ظل هذا الوضع مجمداً فظلت السياسات القمعية السوفيتية وإرهاب الحديد والنار إلى أن تراخت القبضة السوفيتية في عهد جورباتشوف. وفي فبراير 1988 تجرأ المجلس السوفيتي الكاراباخي، وطلب من موسكو انضمام «ناجورنو كاراباخ» إلى أرمينيا. وبالطبع اعترض القادة الأذريون لدى سلطة موسكو. وسرعان ما تشابك الأذر مع الأرمن في «كاراباخ»، لتتحول الاشتباكات بسرعة فائقة إلى حرب أهلية تركت قتلى وجرحى ولاجئين على كلا الجانبين. وفي ديسمبر 1989 ازداد الموقف تعقداً بإعلان المجلس السوفيتي الأرمني توحيد إقليم «ناجورنو كاراباخ» مع جمهورية أرمينيا.
وبعد تفكك الاتحاد السوفيتي 25 ديسمبر 1991- أعلن الانفصاليون في إقليم «كاراباخ» في مطلع 1992 الاستقلال عن أذربيجان، ورفض الانضمام إلى أرمينيا. ومدّت أرمينيا مقاتلي «كاراباخ» بالسلاح والرجال، بل توغلت قواتها داخل أذربيجان، كما احتلت الشريط الأرضي الفاصل جغرافياً لقرة باغ عن أرمينيا (ويسمى رواق لاچين) وكذلك أراضي 6 مقاطعات أخرى شرق وجنوب قرة باغ واحتلت 20% من إجمالي أراضيها في منتصف 1993. وكانت النتيجة أن فر مئات الآلاف من السكان الأذريين هرباً من القوات الأرمينية الغازية. وانتقل اللاجئون إلى معسكرات -كثير منها حول العاصمة الأذربيجانية باكو.
ساند الروس أرمينيا في هذة الحرب كثيراً مما سهل من النصر الذي حققه الأرمن.

### وقف إطلاق النار بعد عام 1994
في مايو 1994 قبلت جميع الأطراف -بما فيها أذربيجان المحتلة أراضيها- اتفاقاً لوقف إطلاق النار، والاحتكام إلى المفاوضات السلمية؛ حقناً للدماء. وكان الوسيط الرئيسي في المفاوضات هو الاتحاد الأوربي الذي فوض مجموعة من الدول برئاسة فرنسا والولايات المتحدة وروسيا للاجتماع في مينسك -عاصمة بيلاروسيا- لبدء التفاوض.
من جانبها أعلنت الميليشيات الأرمنية جمهورية ناغورنو قرة باغ التي لم تعترف بها أي دولة. إلا أن أرمينيا تعاملها كجزء منها.
قائد الميليشيات الأرمنية في تلك الحرب كان روبرت كوتشاريان، وهو الرئيس السابق لجمهورية أرمينيا.

### الحرب واتفاق وقف إطلاق النار 2020
في 27 سبتمبر 2020، اندلعت حرب جديدة في مرتفعات قرة باغ والمناطق المحيطة بها. وأدانت الأمم المتحدة الصراع بشدة ودعت الجانبين إلى تهدئة التوترات واستئناف المفاوضات الهادفة دون تأخير. وانتهت الحرب في 10 نوفمبر 2020، عندما وُقع على اتفاق ثلاثي لوقف إطلاق النار بين أذربيجان وأرمينيا وروسيا. وبموجب اتفاق وقف إطلاق النار، استعادت أذربيجان جميع الأراضي المحتلة المحيطة بمرتفعات قره باغ واستولت على ثلث أراضي مرتفعات قره باغ، بما في ذلك شوشا وهادروت.

### الحصار (2022–الآن)
في ديسمبر 2022، قام أذربيجانيون يزعمون أنهم نشطاء بيئيون بإغلاق ممر لاتشين، وهو الطريق الوحيد الذي يربط مرتفعات قره باغ بأرمينيا والعالم الخارجي. وفي 23 أبريل 2023، أقامت القوات الأذربيجانية نقطة تفتيش على ممر لاتشين. وقد أدى إلى محاصرة سكان المنطقة البالغ عددهم 120 ألف نسمة؛ وحظرت واردات السلع الأساسية، وكذلك القوافل الإنسانية للصليب الأحمر وقوات حفظ السلام الروسية. وقامت قوات حفظ السلام الروسية ولجنة الصليب الأحمر الدولية بحركة محدودة لنقل المرضى الذين يحتاجون إلى رعاية طبية وتوفير الإمدادات الإنسانية. ومع ذلك، منذ 15 يونيو 2023، كثفت أذربيجان الحصار، ومنعت مرور جميع المواد الغذائية والوقود والأدوية من الصليب الأحمر وقوات حفظ السلام الروسية عبر ممر لاتشين.

### الهجوم الأذربيجاني (2023)
في 19 سبتمبر 2023، شنت أذربيجان هجومًا عسكريًا على مرتفعات قرة باغ.